# Senador Pérez
Senador Pérez är en ort i Argentina.   Den ligger i provinsen Jujuy, i den norra delen av landet, 1 400 km nordväst om huvudstaden Buenos Aires. Senador Pérez ligger 2 820 meter över havet och antalet invånare är 525.
Terrängen runt Senador Pérez är kuperad åt nordväst, men åt sydost är den bergig. Senador Pérez ligger nere i en dal som går i nord-sydlig riktning. Närmaste större samhälle är Humahuaca, 10,9 km norr om Senador Pérez. 
Omgivningarna runt Senador Pérez är i huvudsak ett öppet busklandskap. Runt Senador Pérez är det mycket glesbefolkat, med 4 invånare per kvadratkilometer.